# Marc Muniesa
Marc Muniesa (født 27. marts 1992) er en spansk fodboldspiller, der spiller i Al-Shahania. Tidligere har Marc Muniesa spillet for Girona FC, Stoke City, FC Barcelona og Lyngby Boldklub. Marc Muniesa er et at Barcelona´s unge talenter fra fodboldskolen La Masia. Han fik sin debut på det bedste mandskab i maj 2009 i en alder af 17 år og var således den næstyngste debutant i klubbens historie.